# Ultimul tren din Gun Hill
Ultimul tren din Gun Hill (titlul original: în engleză Last Train from Gun Hill)  este un film western american, realizat în 1959 de regizorul John Sturges, după o povestire a lui Les Crutchfield, protagoniști fiind actorii Kirk Douglas, Anthony Quinn, Carolyn Jones și Earl Holliman.

## Distribuție
- Kirk Douglas – Matt Morgan
- Anthony Quinn – Craig Belden
- Carolyn Jones – Linda
- Earl Holliman – Rick Belden
- Brian G. Hutton – Lee Smithers
- Brad Dexter – Beero
- Ziva Rodann – Catherine Morgan
- Val Avery – Steve, potcovarul
- Bing Russell – Skag
- Walter Sande – șeriful Bartlett

## Vezi și
- Listă de filme străine până în 1989

## Legături externe
- Ultimul tren din Gun Hill la Internet Movie Database
- Ultimul tren din Gun Hill la CineMagia